# Journal of Vertebrate Paleontology
O Journal of Vertebrate Palaeontology (em tradução livre, Jornal de Paleontologia de Vertebrados), foi fundado em 1980 na Universidade de Oklahoma pelo Dr. Jiri Zidek. É uma revista científica que publica contribuições originais sobre todos os aspectos da paleontologia de vertebrados, incluindo origem dos vertebrados, evolução, morfologia funcional, taxonomia, bioestratigrafia, paleoecologia, paleobiogeografia, e paleoantropologia. De acordo com o Journal Citation Reports, o jornal em 2017 tinha o fator de impacto 2,190.